# Tra la perduta gente
Tra la perduta gente è una raccolta di racconti di Umberto Zanotti Bianco (1889-1963) scritti fra il 1916 e il 1928 e pubblicata in volume nel 1959. «Tra la perduta gente» è anche il titolo del più recente dei racconti, basato su di un'inchiesta riguardante la località di Africo, in Aspromonte.

## Racconti

### Il ritorno(1916)
Racconto in prima persona di un episodio della prima guerra mondiale; un tenente (verosimilmente lo stesso Zanotti Bianco) guida il suo plotone, di notte, sotto la pioggia e sotto le granate nemiche, dalla trincea in una nuova posizione. Non vi è descrizione visiva del paesaggio, ricostruito indirettamente in base alle espressioni dei soldati, contadini che parlano nei rispettivi dialetti. Il racconto non dice se il plotone sia poi giunto alla meta.

### Alla stazione di Catanzaro marina(1922)
L'io narrante anonimo attende alla stazione ferroviaria di Catanzaro marina un treno della Ferrovia Jonica diretto a Monasterace. I treni lungo questa linea ferroviario portano abitualmente ritardi di ore («Come si viaggia nell'ignoto su questo versante jonio! Pare Ulisse l'avventuroso v'abbia impresso il suo fato.»). Il narratore registra i commenti dei viaggiatori in attesa, la maggior parte dei quali parlano in dialetto, riferendo di negligenze da parte del governo e di prepotenze o truffe da parte della classe dirigente locale, nei confronti dei contadini.

### Una notte sul Volga(1922)
Nel 1922 Zanotti Bianco si recò nella Russia rivoluzionaria, come membro del Comitato italiano di soccorso ai bambini russi, fondato da Mariettina Pignatelli, e organizzò gli aiuti inviati dall'Italia per i bambini vittime di una grave carestia e di una epidemia di tifo petecchiale. Gli aiuti italiani si concentrarono in Crimea, nel Nord del Caucaso e nell'Ucraina meridionale. Un resoconto di questa esperienza era stato pubblicato da Zanotti Bianco già nel 1922.

### Pazza per amore(1921-1924)
Zanotti Bianco descrive la situazione sociale e culturale delle località dell'estremità meridionale della Calabria (Brancaleone, Bruzzano, Ferruzzano) dove l'ANIMI aveva creato in passato abitazioni per i terremotati, scuole e ambulatori antimalarici. Zanotti Bianco descrive le tragiche condizioni sociali di quelle zone, ma anche le difficoltà dovute a una certa indolenza, e talora a una certa inclinazione alla violenza, degli abitanti. Commenta, a proposito dell'omicidio di un ispettore scolastico ucciso a Reggio Calabria «per aver rifiutato di trasferire una maestra da un paesello montano al capoluogo»:
(Umberto Zanotti Bianco, Tra la perduta gente, Soveria Mannelli: Rubbettino, p. 62)

### Profughi armeni(1925)
Nel 1924 un centinaio di profughi armeni, sfuggiti alle stragi di Smirne e dell'Anatolia, fu ospitato, su sollecitazione del poeta armeno Hrand Nazariantz, in un piccolo villaggio alle porte di Bari che fu chiamato “Nor Arax” (nuovo Arasse). Zanotti Bianco, che ne fu il principale artefice, narra le atroci vicende di alcuni profughi (per es., Santouth, una armena venduta come schiava dai gendarmi turchi a un vecchio arabo di Mosul il quale la fece tatuare in viso come marchio di proprietà) e nel contempo la loro laboriosità («Donne, bimbe lavorano su grandi telai immobili. Forse in questo silenzio sì vivo di cose morte che soverchiano il presente e si protendono feroci sull'avvenire, forse affiorano delle nostalgie di canti, ma come fantasmi galleggianti che sorgono e ripiombano esanimi nell'abisso») e l'amore per la cultura armena.

### Aspromonte(1927)
Resoconto di un'escursione al Montalto, la più alta cima dell'Aspromonte, in compagnia dell'amico pittore Teodoro Brenson (1893-1959). Dopo lo stupore per la bellezza del paesaggio, l'autore, noto archeologo, non osserva tracce delle varie civiltà che hanno vissuto nei luoghi sottostanti (Greci, Romani, Armeni Bizantini, Normanni, Svevi, Angioini, Aragonesi):
(Umberto Zanotti Bianco, Tra la perduta gente, Soveria Mannelli: Rubbettino, p. 106)

### Tra la perduta gente (Africo)(1928)
Il racconto eponimo, resoconto letterario un'inchiesta riguardante la località di Africo nell'Aspromonte, fu pubblicato in precedenza nel 1945-46. Sarà ripubblicato singolarmente anche nel 1990, nel reportage fotografico di Tino Petrelli.
L'io narrante (Umberto Zanotti Bianco) si reca nel 1928 ad Africo, un paese dell'Aspromonte – dove si era già recato in seguito al terremoto di Messina del 1908 – sollecitato da una lettera di un cappuccino al quale l'ANIMI aveva affidato una scuola serale per adulti analfabeti. L'inchiesta, di cui sopra, viene effettuata a settembre e dura quattro giorni, lo accompagnano l'ing. Capo del Genio Civile di Reggio Calabria Buttini e Gaetano Piacentini e il neolaureato in agronomia Manlio Rossi Doria, la vera anima della spedizione, che ebbe il compito di rifare il catasto, che ad Africo è ancora quello borbonico. Africo è una località di montagna isolata e su territorio franoso, presenta un'altissima mortalità soprattutto infantile, è privo di medico (l'offerta di un giovane medico confinato politico in una località vicina, presentata dall'ANIMI, è stata rifiutata dal commissario governativo locale perché il medico era antifascista) e ha un altissimo tasso di analfabetismo; il telegrafo è stato portato soprattutto per combattere il brigante Musolino. La maggior parte del territorio comunale è inadatto alla coltura; la nutrizione è insufficiente per qualità e scarsità di cibo. La "tassa sulle capre", l'introduzione di zone boschive vincolate e la soppressione dei mulini a palmenti hanno impoverito ancora di più la popolazione. Per mancanza di frumento, spesso il pane è fatto con farina di lenticchie, di cicerchie e d'orzo, dal gusto acido e amaro. Afferma Zanotti Bianco:
(Umberto Zanotti Bianco, Tra la perduta gente, Soveria Mannelli: Rubbettino, p. 119)
Una nota finale di Zanotti Bianco conclude:
(Umberto Zanotti Bianco, Tra la perduta gente, Soveria Mannelli: Rubbettino, p. 136)

## Edizioni
- Umberto Zanotti Bianco, Tra la perduta gente; Coll. Arcobaleno n. 17, Milano: A. Mondadori, 1959
- Umberto Zanotti Bianco, Tra la perduta gente; prefazione di Aldo Maria Morace, Nuoro: Ilisso, 2006, ISBN 88-89188-77-4
- Umberto Zanotti Bianco, Tra la perduta gente; prefazione di Aldo Maria Morace; Coll. Biblioteca delle regioni: Scrittori di Calabria n. 18, Soveria Mannelli: Rubbettino, 2006, ISBN 88-498-1555-7